# Eduard Jacob
Eduard Petrus Jacob (* 5. August 1877 in Mettlach; † 31. Januar 1915 in Bolimów) war ein deutscher Wirtschaftswissenschaftler und Hochschullehrer.

## Leben und Wirken
Nach seiner 1898 abgelegten Reifeprüfung am Stiftischen Humanistischen Gymnasium Mönchengladbach studierte Jacob von 1898 bis 1900 Rechts- und Staatswissenschaft an der Universität Bonn, im Sommersemester 1900 an der Universität München und von 1900 bis 1901 an der Universität Berlin. Seine erste juristische Staatsprüfung legte er 1901 in Köln ab und war bis 1902 Gerichtsreferendar. Im Jahre 1902 promovierte er zum Dr. iur. utr. an der Universität Leipzig. Anschließend setzte er sein Studium fort, u. a. an den Universitäten Breslau und Leipzig; von 1903 bis 1905 hielt er sich in Russland auf. Schließlich legte er 1907 bis 1908 noch zwei Studiensemester für Staatswissenschaft an der Eberhard Karls Universität Tübingen ein und promovierte dort 1911 zum Dr. sc. pol. bei Carl Johannes Fuchs. Nachdem er noch bis 1913 mit der Vermögensverwaltung seiner Eltern beschäftigt war, habilitierte er sich 1913 an der Universität Tübingen und lehrte dort kurze Zeit als Privatdozent für Genossenschaftswesen. Während des Ersten Weltkriegs war er Soldat und wurde als Bataillonsführer bereits nach wenigen Monaten bei einem Einsatz beim polnischen Ort Bolimów, das damals zu Russland gehörte, getötet.

## Schriften
- Grenzveränderungen und Grenzfeststellungen des Deutschen Reiches und der deutschen Einzelstaaten. Noske, Borna-Leipzig 1902 (Dissertation Universität Leipzig).
- Wirtschaftliches Wesen und Systematik der Genossenschaften. Dissertation Universität Tübingen 1911 (1912).
- Volkswirtschaftliche Theorie der Genossenschaften (= Tübinger staatswissenschaftliche Abhandlungen, N.F., Bd. 1). Kohlhammer, Berlin/Stuttgart 1913 (Habilitationsschrift Universität Tübingen).
- Das Genossenschaftswesen als Lehrgegenstand an den deutschen Hochschulen (= Genossenschaftliche Kultur, H. 16). Langguth, Esslingen 1917.